# Viby Efterskole
Viby Efterskole er en fynsk efterskole for musik, dans og teater. Viby laver semiprofessionelle musicalopsætninger hvert år i februar/marts. 
De har blandet andet spillet: 
- Grease
- West Side Story
- Fame
- Rottefængeren
- Annie Get Your Gun
- King (selv skrevet af Steffen Rode)
- Hair
- Cabaret
- Crazy for You
- Skatteøen
- En skærsommernatdrøm (musical)
- Annie

Den ligger i Nørre Åby på Nordvestfyn tæt på tre andre efterskoler: Vesterdal Efterskole, Nørre Åby Efterskole og Eisbjerghus Efterskole. Skolen blev åbnet 8. september 1990 i Nørre Åby kost- og realskoles bygninger.